# Primo duplo
Os primos-duplos ou duplos-primos são primos, tanto pelo lado da família da mãe como pelo lado familiar do pai. Ou seja, primos-duplos são filhos da tia materna e do tio paterno simultaneamente ou filhos da tia paterna e do tio materno simultaneamente. Compartilham os 4 avós em comum entre si.

## Lista de primos duplos
- Afonso XI de Castela (1311-1350) - Maria de Portugal, Rainha de Castela (1313-1357)
- Henrique VIII de Inglaterra (1491-1547) - Catarina de Aragão (1485-1536) e Catherine Parr (1512-1548)
- Filipe II de Espanha e I de Portugal (1527-1598) - Maria Manuela de Portugal (1527-1545)
- João Manuel, Príncipe de Portugal (1537-1554) - Joana de Áustria (1535-1573)
- Carlos, príncipe das Astúrias (1545-1568) - Sebatião de Portugal (1554-1578)
- Luís XIV da França (1638-1715) - Maria Teresa da Áustria (1638-1683)
- Filipe V da Espanha (1683-1746) - Maria Luísa de Saboia (1688-1714)
- Luís XVIII da França (1755-1824) - Maria Josefina de Saboia (1753-1810)
- Fernando III da Toscana (1769-1824) - Luísa das Duas Sicílias (1773-1802)
- Carlos X da França (1757-1836) - Maria Teresa de Saboia (1756-1805)
- Francisco I da Áustria (1768-1835) - Maria Teresa de Nápoles e Sicília (1772-1807)
- Francisco I das Duas Sicílias (1777-1830) - Maria Clementina da Áustria (1777-1801)
- Carlos II, Duque de Parma (1799-1883) - Maria Teresa de Saboia (1803-1879)
- Sterling Price (1809-1867) - William C. Price (1816-1901)
- Cristiano IX da Dinamarca (1818-1906) - Luísa de Hesse-Cassel (1817-1898)
- Henrique de Bourbon (1823-1870) - Isabel II de Espanha (1830-1904)
- Gastão de Orleães (1842-1922) - Luís Augusto de Saxe-Coburgo-Gota (1845-1907)
- Jorge V do Reino Unido (1865-1936) - Mary de Teck (1867-1953)
- Robert Barton (1881-1975) - Fiske Warren (1870-1922)
- Frederico IX da Dinamarca (1899-1972) - Ingrid da Suécia (1910-2000)
- Elvis Presley (1935-1977) - Patsy Presley (19?-)
- Constantino II da Grécia (1940-) - Ana Maria da Dinamarca (1946-)
- Tom Udall (1948-) - Gordon Smith (1952-)
- Kaká (1982-) - Eduardo Delani (1981-)